# Mizerové navždy
Mizerové navždy (anglicky Bad Boys for Life) je americký akční a komediální film. Režie se ujali Adil El Arbi a Bilall Fallah. Jedná se o pokračování filmů Mizerové (1995) a Mizerové II (2003). Hlavní role hrají Will Smith, Martin Lawrence, kteří si zopakovali své role detektivů Mika Lowreyho a Marcuse Burnetta. Ve filmu se také objevil Alexander Ludwig, Vanessa Hudgens, Charles Melton a Joe Pantoliano. Film měl premiéru dne 17. ledna 2020 ve Spojených státech a dne 16. ledna 2020 v Česku a na Slovensku.

## Obsazení
- Will Smith jako detektiv poručík Mike Lowrey
- Martin Lawrence jako detektiv poručík Marcus Burnett
- Paola Nunez jako Rita
- Jacob Scipio jako Armando Armas
- Joe Pantoliano jako kapitán Conrad Howard
- Alexander Ludwig
- Charles Melton
- Vanessa Hudgens
- Massi Furlan jako Jimmy Beyer
- DJ Khaled[1]
- Nicky Jam[2]
- Thomas Brag jako doručovatel dortů Jeffrey

## Produkce
V červnu 2008 režisér prvních dvou filmů Michael Bay uvedl, že se pravděpodobně natočí Mizerovy navždy, ale že největší překážkou bude rozpočet, protože on a Will Smith patří k osobnostem filmového průmyslu, kteří požadují nejvyšší platy. V srpnu 2009 společnost Columbia Pictures najala Petera Craiga, aby napsal scénář k pokračování.  V únoru 2011 herec Martin Lawrence potvrdil, že se vyvíjí třetí film. V červnu 2014 bylo oznámeno, že scenárista David Guggenheim pracuje na pokračování. O dva měsíce později Lawrence potvrdil, že scénář byl napsán a herecké obsazení bylo nalezeno.  V srpnu společnost Sony Pictures Entertainment oznámila, že Mizerové navždy budou mít premiéru 17. února 2017 a další pokračování, Bad Boys IV, je naplánováno na 3. července 2019. Dne 5. března 2016 byla premiéra přesunuta na 2. června 2017. Výrobci plánovali zahájení natáčení počátkem roku 2017. Lawrence potvrdil v show Jimmy Kimmel Live!, že natáčení filmu bude zahájeno v březnu 2017. Dne 6. února 2017 bylo oznámeno, že premiéra proběhne dne 9. listopadu 2018. Dne 7. března 2017 režisér Joe Carnahan opustil projekt kvůli problémům s jeho pracovním rozvrhem.  V srpnu 2017 společnost Sony potvrdila, že film se natáčet nebude.
V únoru 2018 bylo opět potvrzeno, že se pokračování bude natáčet a režiséry snímku budou Adil El Arbi a Bilall Fallah.  Premiéra byla stanovena na 17. ledna 2020.   

### Natáčení
Natáčení bylo zahájeno dne 14. ledna 2019 v centru Atlanty v Georgii.

## Vydání
Film měl premiéru 17. ledna 2020 ve Spojených státech a dne 16. ledna 2020 v Česku a na Slovensku. 